# العلاقات الألمانية الإكوادورية
العلاقات الألمانية الإكوادورية هي العلاقات الثنائية التي تجمع بين ألمانيا والإكوادور.

## مقارنة بين البلدين
هذه مقارنة عامة ومرجعية للدولتين:
| وجه المقارنة                                              | ألمانيا                                                                              | الإكوادور                      |
| --------------------------------------------------------- | ------------------------------------------------------------------------------------ | ------------------------------ |
| المساحة (كم2)                                             | 357.41 ألف                                                                           | 283.56 ألف                     |
| عدد السكان (نسمة)                                         | 81.29 مليون                                                                          | 16.62 مليون                    |
| الكثافة السكانية (ن./كم²)                                 | 227.44                                                                               | 58.61                          |
| العاصمة                                                   | بون، برلين                                                                           | كيتو                           |
| اللغة الرسمية                                             | اللغة الألمانية                                                                      | اللغة الإسبانية، كيشوا ‏، شوار ‏ |
| العملة                                                    | يورو، مارك ألماني                                                                    | دولار أمريكي، سوكري إكوادوري   |
| الناتج المحلي الإجمالي (بليون دولار)                      | 3.68 تريليون                                                                         | 103.06 مليار                   |
| الناتج المحلي الإجمالي (تعادل القوة الشرائية) بليون دولار | 3.92 تريليون                                                                         | 185.24 مليار                   |
| الناتج المحلي الإجمالي الاسمي للفرد دولار أمريكي          | 41.31 ألف                                                                            | 6.21 ألف                       |
| الناتج المحلي الإجمالي للفرد دولار أمريكي                 | 46.40 ألف                                                                            | 11.37 ألف                      |
| مؤشر التنمية البشرية                                      | 0.926                                                                                | 0.746                          |
| رمز المكالمات الدولي                                      | +49                                                                                  | +593                           |
| رمز الإنترنت                                              | .de                                                                                  | .ec                            |
| المنطقة الزمنية                                           | توقيت وسط أوروبا، ت ع م+01:00، ت ع م+02:00، توقيت أوروبا الوسطى المعياري (ت غ م +1) ‏ | 00                             |

## منظمات دولية مشتركة
يشترك البلدان في عضوية مجموعة من المنظمات الدولية، منها:
| علم المنظمة | اسم المنظمة                                                | تاريخ انضمام ألمانيا | تاريخ انضمام الإكوادور |
| ----------- | ---------------------------------------------------------- | -------------------- | ---------------------- |
|             | مؤسسة التمويل الدولية                                      | 20 يوليو 1956        | 20 يوليو 1956          |
|             | منظمة حظر الأسلحة الكيميائية                               | 29 أبريل 1997        | ?                      |
|             | يونسكو                                                     | 11 يوليو 1951        | 22 يناير 1947          |
|             | الاتحاد الدولي للاتصالات                                   | 1866                 | 17 أبريل 1920          |
|             | الأمم المتحدة                                              | 18 سبتمبر 1973       | 21 ديسمبر 1945         |
|             | المنظمة الهيدروغرافية الدولية                              | ?                    | ?                      |
|             | منظمة الشرطة الجنائية الدولية                              | ?                    | ?                      |
|             | البنك الدولي للإنشاء والتعمير                              | 14 أغسطس 1952        | 28 ديسمبر 1945         |
|             | العملية المشتركة للاتحاد الأفريقي والأمم المتحدة في دارفور | ?                    | ?                      |
|             | الاتحاد البريدي العالمي                                    | 1 يوليو 1875         | ?                      |
|             | مؤسسة التنمية الدولية                                      | 24 سبتمبر 1960       | 7 نوفمبر 1961          |
|             | منظمة التجارة العالمية                                     | ?                    | ?                      |
|             | الفريق المعني برصد الأرض                                   | ?                    | ?                      |
|             | وكالة ضمان الاستثمار متعدد الأطراف                         | 12 أبريل 1988        | 12 أبريل 1988          |

## أعلام
هذه قائمة لبعض الشخصيات التي تربطها علاقات بالبلدين:
- جميل معوض (رئيس الإكوادور، 29 يوليو 1949 – )

## وصلات خارجية
- موقع وزارة الخارجية الألمانية
- موقع وزارة الخارجية الإكوادورية